# 크로아티아-보스니아 전쟁
크로아티아-보스니아 전쟁은 1992년 10월 18일부터 1994년 2월 23일까지 보스니아 헤르체고비나 공화국과 크로아티아의 지원을 받은 헤르체그보스니아 크로아티아 공화국 간 있었던 분쟁이다. 더 큰 분쟁인 보스니아 전쟁의 일부였기 때문에 종종 "전쟁 속의 전쟁"이라고 부른다. 보스니아 전쟁 초기에는 보스니아 헤르체고비나 공화국군(ARBiH)과 크로아티아 방위평의회(HVO)가 유고슬라비아 인민군(JNA)과 스릅스카 공화국군(VRS)에 맞서 싸워 동맹했다. 하지만 1992년 말부터 보슈냐크인과 크로아트계 보스니아인 사이 갈등이 고조되었다. 1992년 10월에는 보스니아 중부에서 두 세력 간의 첫 무장 충돌이 발생했다. 군사 동맹은 1993년 초까지 이어지다가 거의 붕괴되었고 보슈냐크계와 크로아트계 사이에 대대적인 분쟁이 일어났다.
크로아티아-보스니아 전쟁은 보스니아 중부에서 격화되어 곧 헤르체고비나 지역으로도 확대되었고 대부분 두 지역에서 전투가 집중되었다. 전쟁 시기는 대부분 산발적인 충돌과 수많은 짧은 휴전기로 구성되었다. 하지만 보슈냐크계와 크로아트계 사이 분쟁은 전면전 수준은 아니였고 비하치, 사라예보, 테샨 같은 다른 지역에서는 계속 동맹 관계를 유지했다. 전쟁 기간 국제사회에서 여러 평화 계획을 추진했으나 전부 실패했다. 1994년 2월 23일에는 장기간의 휴전을 합의했고 1994년 3월 18일 미국의 워싱턴 D.C.에서 양 측간 휴전협정인 워싱턴 협정이 맺어졌는데 이 때까지 크로아티아 방위평의회 측은 큰 영토 손실을 입었다. 워싱턴 협정의 합의문에 따라 보스니아 헤르체고비나 연방이 수립되었고 세르비아군을 향한 합동 작전이 재개되면서 군사적 균형추가 바뀌고 보스니아 전쟁의 종식으로 이어졌다.
구유고슬라비아 국제형사재판소(ICTY)는 크로아트계 보스니아인 관료 17명에게 전쟁 범죄 혐의로 유죄를 선고했으며, 이 중 6명은 크로아티아의 대통령 프라뇨 투지만과 기타 크로아티아의 관료와 함께 크로아트인이 다수인 보스니아 헤르체고비나 지역을 합병 또는 통제하고 보슈냐크인을 인종 청소하러는 공동범죄집단에 가담한 혐의로 유죄를 선고받았다. 보슈냐크인 관료 2명도 분쟁 중에 저지른 전쟁 범죄 혐의로 유죄 판결을 받았다. ICTY는 크로아티아가 크로아티아 방위평의회를 전반적으로 통제하고 있으며, 크로아티아군이 보스니아에 진입해 분쟁을 국제화시켰다고 판결했다.

## 배경

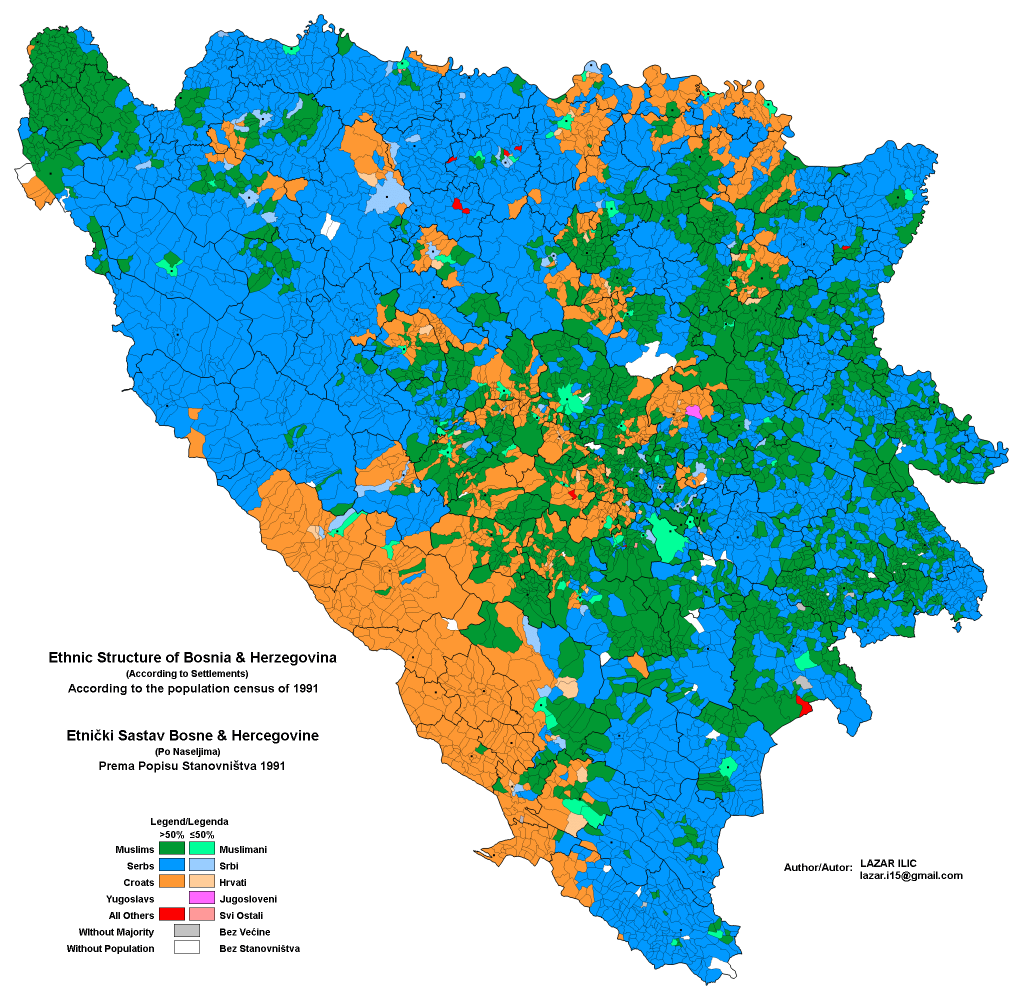
1991년 기준 보스니아 헤르체고비나의 민족 분포 지도

1990년 보스니아 헤르체고비나에서는 첫 자유 선거가 열렸는데 민족주의 계열 정당이 집권했다. 각각 알리야 이제트베고비치가 이끄는 민주행동당(SDA), 라도반 카라지치가 이끄는 세르브인 민주당(SDS), 스체판 클류이치가 이끄는 보스니아 헤르체고비나 크로아티아인 민주연합(HDZ BiH)이다. 여기서 이제트베고비치가 보스니아 헤르체고비나 대통령 의장에 선출되었다. 보스니아 헤르체고비나의 총리에는 크로아트인인 유레 펠리반이 선출되었다. 보스니아 헤르체고비나 의회의 의장으로는 세르브인인 몸칠로 크라이슈니크가 선출되었다.
1990년에서 1991년 기간에는 크로아티아와 보스니아 헤르체고비나의 세르브인이 나중에 세르비아 본국과 통일하여 대세르비아를 구현한다는 구상 아래 각 지역을 "세르브인 자치주"라는 이름으로 독립을 선포했다. 세르브인은 독립을 선언한 영토를 지키는 데 무장이 잘 되어있는 유고슬라비아 인민군을 활용했다. 1990년 9월에서 10월 초 유고 인민군은 세르브계 보스니아인을 무장시키며 민병대를 조직하기 시작했다. 1991년 3월까지 유고 인민군은 소화기 51,900정을 세르브인 민병대에게, 23,298정을 세르브인 민주당 민병대에게 배분했다.
1991년 초 6개 공화국 지도자들은 유고슬라비아 위기를 해결하기 위해 일련의 회의를 열었다. 세르브인 지도부는 연방제 해법을 선호했지만 크로아티아와 슬로베니아 측은 주권국가로의 동맹으로 바꾸길 원했다. 이제트베고비치는 2월 22일 크로아티아와 슬로베니아가 나머지 4개 공화국과 느슨한 관계를 유지하는 비대칭적인 연방안을 제안했다. 하지만 얼마 지나지 않아 이제트베고비치도 입장을 바꿔 이런 연방의 전제조건으로 보스니아의 주권국가화를 주장했다.
ICTY는 크로아티아의 대통령 프라뇨 투지만의 보스니아에서의 궁극적인 목표는 크로아티아 바노비나 국경을 기반으로 한 "대크로아티아"의 수립으로 여기에는 크로아트인 인구가 다수인 헤르체고비나 서부, 포사비나와 기타 보스니아 헤르체고비나 내 크로아트인 다수 지역이 포함되었다. 국제 사회는 보스니아의 분할에 반대한다는 것을 알고 있었기 때문에 투지만은 한편으로는 보스니아의 통합을 공식적으로 지지한다고 밝히면서도 다른 한편으로는 보스니아를 크로아트계와 세르브계로 분할하러는 이중정책을 구사했다. 1991년 3월 25일 투지만은 슬로보단 밀로셰비치 세르비아 대통령과 카라조르제보에서 만나 보스니아 헤르체고비나의 분할에 대해서 논의했다고 알려져 있다.
6월 6일 이제트베고비치와 마케도니아 공화국의 대통령 키로 글리고로프는 크로아티아, 슬로베니아, 나머지 4개 공화국간의 약한 연방제를 제안했으나 밀로셰비치가 이를 거부했다. 7월 13일에는 당시 EC 의장국이었던 네덜란드가 다른 EC 국가에게 유고슬라비아의 공화국 국경에 대한 합의된 변경의 가능성을 모색해야 한다고 제안했으나 다른 국가들은 이 제안을 거부했다. 1991년 7월에는 세르브인 민주당 당수 라도반 카라지치와 무슬림 보스니아인 조직(MBO)의 부당수 무하메드 필리포비치가 만나 세르브인과 보슈냐크인 사이에 보스니아를 SR 세르비아와 SR 몬테네그로의 국가연합으로 떠나보낸다는 협정을 작성했다. HDZ BiH와 보스니아 헤르체고비나 사회민주당(SDP BiH)은 이 협정을 보고 반크로아트적 협정이자 배신이라고 비난했다. 이제트베고비치도 처음에는 이 안을 환영했으나 나중에는 협정에 대해 일축하며 거리를 두었다.
1991년 7월부터 1992년 1월까지 진행된 크로아티아 독립 전쟁 기간 유고 인민군과 세르브계 준군사는 보스니아 영토를 사용해 크로아티아를 향한 공격을 감행했다. 크로아티아 정부는 1991년 10월 초에서 11월 초부터 세르브인이 전쟁을 보스니아 헤르체고비나로 확대시키라 예상하고 헤르체고비나 지역의 크로아트인을 무장시키기 시작했다. 이는 보슈냐크인 공동체를 무장시키는 데도 도움을 주었다. 1991년 말까지 보스니아 헤르체고비나에서 대부분 헤르체고비나 지역 출신의 크로아트인 약 2만명이 크로아티아 국가방위군(ZNG)에 입대했다.. 크로아티아 전쟁 중 이제트베고비치 대통령은 "이건 우리의 전쟁이 아니다"라며 중립을 선포했고, 사라예보 정부는 세르브계 보스니아인과 유고 인민군의 공격 가능성에 대해 방어 조치를 취하지 않았다. 이제트베고비치는 유고 인민군의 요구에 따라 기존 영토방위군(TO)를 무장 해제하는데 동의했다. 하지만 이는 크로아트계 보스니아인과 보슈냐크인 조직이 거부했으며 이들은 많은 영토방위군 시설과 무기를 장악했다. 1991년 9월 21일 크로아티아인 권리당의 부당수이자 크로아트인-보슈냐크인의 동맹을 지지하는 안테 파라지크는 의문스러운 상황에서 크로아티아 경찰에게 살해당했다.

1939년 유고슬라비아 왕국의 크로아티아 바노비나(빨강) 영역의 모습

1991년 11월 12일, 다리오 코르디치와 마테 보반이 주재한 회의에서 HDZ BiH의 지역당 지도자들은 "오래된 꿈인 모두의 크로아트인 국가"를 달성하기 위한 정책을 추진하기로 합의하고 보스니아 헤르체고비나에서 크로아티아 바노비나를 선포하는 것이 "크로아티아 문제의 근본적 해결과 민족적, 역사적 [...] 국경을 가진 크로아티아 주권국의 창조를 향한 초기 단계가 되어야 한다"고 결정했다. 같은 날 보스니아 서북부의 지방 자치체에서 보스니아 포사비나 공동체 수립을 선포했다. 11월 18일에는 헤르체그보스니아 크로아티아 자치공동체(HZ-HB) 수립을 선포하며 이는 분리독립이 아니라 "지역 자치행정을 위한 법적인 근거"를 제공하기 위한 것이라고 해명했다. 또한 보스니아 헤르체고비나가 "이전의, 그리고 미래의 아무 모든 종류의 유고슬라비아"로부터 독립한다는 조건 하에 보스니아 정부를 존중하겠다고 맹세했다. 공동체 대통령으로는 보반이 집권했다. 헤르체그보스니아의 지도부는 처음부터 크로아티아 정부와 크로아티아 육군(HV)과의 긴밀한 관계를 가졌다. 크로아티아 최고각료회의에서 투지만은 헤르체그보스니아의 수립이 보스니아 헤르체고비나에서 독립한다는 결정이 아니라고 밝혔다. 11월 23일에는 보스니아 정부가 헤르체그보스니아를 불법으로 선언했다.
두 크로아티아 공동체의 수립과 관련해 HDZ BiH 지도부도 분열되었다. 당대표인 스체판 클류이치는 공동체 수립 움직임에 반대했지만 헤르체고비나, 중앙 보스니아, 보스니아 포사비나의 지역당 대표는 이를 지지했다. 1991년 12월 27일 크로아티아의 크로아티아 민주연합 대표와 보스니아 헤르체고비나의 HDZ BiH 양 지도부는 자그레브에서 투지만이 의장을 맡은 채로 회의를 열었다. 이 회의에서 보스니아 헤르체고비나의 미래와 양 측의 의견 차이, 크로아티아의 정치 전략 수립에 대해 논의했다. 클류이치는 크로아트인이 통일된 보스니아 헤르체고비나 내에 남아있길 원했다. 하지만 그는 이제트베고비치의 정책에 동조했다는 이유로 투지만의 비판을 받았다. 보반은 보스니아 헤르체고비나가 해체되거나 유고슬라비아에 잔류를 선택한다면 헤르체그보스니아를 선언해 독립된 크로아티아의 영토로 "크로아티아에 귀속될 것이나 이는 크로아티아의 지도부가 [...] 결정해야지만" 가능하다고 말했다. 헤르체그보스니아의 부통령인 코르디치는 헤르체그보스니아에서 크로아트인의 정신이 선언 이후 더욱 강해졌다며 트라브니크 지역의 크로아트인은 "어떤 대가를 치루더라도 [...] 헤르체그보스니아 영토가 명확한 크로아티아의 경계 안이라는 것 이외의 다른 선택은 모두 반역으로 간주해야 한다"고 주장했다.
같은 회의에서 투지만은 "주권 관점에서 볼 때 보스니아 헤르체고비나의 전망은 없다"라고 말하며 크로아티아의 정책은 "[보스니아 헤르체고비나의] 주권이 크로아티아에게 더 이상 맞지 않을 때까지만 지원해야 한다"고 말했다. 투지만은 세르브인이 보스니아 헤르체고비나를 더 이상 받아들이지 않는데도 보스니아 지도부가 이를 믿지 않고 유고슬라비아 남아 있길 원한다고 생각하면서 이 같은 논리를 펼쳤다. 투지만은 "가능한 한 넓은 영토 안에서 크로아트인을 모을 기회를 붙잡아야 할 때"라고 말했다. 투지만은 크로아티아와 세르비아가 보스니아를 분할하며 "크로아티아는 헤르체그보스니아 공동체와 크로아티아 포사비나 공동체, 그리고 지정학적 이유를 따져볼 때 비하치에 있는 차진 지역까지 차지해 크로아티아의 국익에 거의 최적의 만족을 가져다 줄 것이다"라고 분할안을 설명했다. 잔존 영토에 대해서는 사라예보 주변에 작은 보슈냐크인 국가를 세워 분할된 보스니아에서 크로아티아와 세르비아 간 완충지대 역할을 해 줄 수 있다고 말했다. 나중에 투지만은 보스니아 분할안에 반대하는 스체판 클류이치와 기타 크로아트계 보스니아인을 숙청했다.
"제가 말씀드립니다. 여기 앉아서 보스니아 헤르체고비나의 연방화를 지지하는 사람들은 대세르비아 안에서 살게 될 것이고, 저는 호주로 떠날 겁니다. 
1992년 1월 2일, 크로아티아의 국방부 장관인 고이코 슈샤크와 유고 인민군 장군인 안드리야 라셰타는 사라예보에서 양 측의 무기한 휴전 협정에 서명했다. 유고 인민군은 세르비아 크라이나 공화국(RSK)의 지원 병력을 보스니아 헤르체고비나로 이동시켜 전략적 통로와 주요 도시 인근에 재배치했다. 1월 16일에는 부소바차에서 크로아티아의 독립을 축하하는 집회가 열렸다. 이 집회에서 코르디치는 부소바차의 크로아트인은 통일 크로아티아 국가의 일부이며 부소바차를 포함한 헤르체그보스니아는 "크로아티아 땅이었으며 곧 그렇게 될 것"이라고 연설하며 선언했다. HVO 사령관 이그나츠 코슈트로만도 "우리는 자의로든 타의로든 사랑하는 크로아티아의 필수적인 일부가 될 것"이라고 말했다. 1월 27일에는 보스니아 중부 크로아티아인 공동체가 선포되었다.
크로아티아 지도부의 영향으로 겨울 동안 HDZ BiH의 지도부에도 변화가 일어났다. 2월 2일 클류이치는 당수직에 사임했다. 투지만은 "[그는] 알리야 이제트베고비치 모자 아래에서 사라졌고 HDZ [BiH]는 [,,,] 독립 크로아티아 정책을 주도하길 중단했다"고 말했다. 통일된 보스니아 헤르체고비나를 지지한 밀렌코 브르키치가 HDZ BiH의 새 당수로 취임했다. 주로 크로아트인이 많이 거주하는 지방 자치체의 크로아트계 보스니아 행정부는 보스니아 정부보다 HDZ 지도부나 자그레브 정부와 더욱 긴밀하게 연결하기 시작했다. HDZ는 총리직과 국방부 장관을 포함해 보스니아 정부 내에서 중요한 직책을 맡았지만 그럼에도 또 별도의 정책을 세우고 있었다.
1992년 2월 29일과 3월 1일에는 보스니아 헤르체고비나에서 "당신은 무슬림, 크로아트인, 세르브인과 기타 그 안에 살고 있는 민족과 시민이 평등한 국가인 독립된 주권국 보스니아 헤르체고비나에 찬성하십니까?"라는 질문지로 독립 국민투표가 열렸다. 이 때 보반은 보스니아 헤르체고비나를 "구성국이자 주권국인 크로아트인, 무슬림, 세르브인이 자국 민족 영토에 거주하는 국가 공동체"라고 선언하는 대체 국민투표안을 공공연하게 유포했다. 보슈냐크인과 크로아트인은 독립을 강력하게 지지했으나 세르브인은 국민투표를 보이콧했다. 유권자의 대다수가 독립에 투표했고 1992년 3월 3일 알리야 이제트베고비치 대통령이 독립을 선언함과 동시에 크로아티아가 즉시 보스니아의 국가인정을 선포했다.
독립 선언 직후 보스니아 전쟁이 시작되었다. 1992년 4월 사라예보 포위전이 시작되었고 이 무렵 세르브계 보스니아인의 군사인 스릅스카 공화국군(VRS)은 보스니아 헤르체고비나의 70%를 장악했다. 4월 8일 크로아트계 보스니아인은 크로아티아 방위평의회(HVO)를 수립했다. 상당수의 보스니아인도 HVO에 합류했으며 방위평의회 병력의 20~30%를 차지했다. 보반은 라브노를 포함한 여러 마을이 유고 인민군에게 파괴되었지만 보스니아 정부는 아무 행동도 취하지 않아 HVO를 세웠다고 말했다. 또한 다수의 크로아트인이 크로아티아 권리당의 극우파인 블라주 크랄레비치의 준군사조직인 크로아티아 국방군(HOS)이 "HVO보다 훨씬 일관되고 진지하게 보스니아 영토의 보전을 지지"하며 합류했다. 하지만 통일된 보스니아 헤르체고비나에 관한 HOS의 견해는 파시즘적인 크로아티아 독립국의 유산과 관련이 있었다. 1992년 4월 15일에는 보스니아 헤르체고비나 공화국군(ARBiH)가 수립되었으며 병력의 2/3가 보슈냐크인, 나머지 거의 1/3은 크로아트인과 세르브인이 차지했다. 사라예보 정부는 세르브인에 대항해 효과적인 군사력을 조직하고 구성하는 데 어려움을 겪었다. 이제트베고비치는 사라예보의 통제권을 유지하는 데 모든 힘을 집중했다. 보스니아 헤르체고비나의 나머지 지역에서는 정부군이 이미 방어선을 구축한 HVO에 의지하여 세르브인의 진격을 막아내야 했다.

### 정치적, 군사적 관계

1992년 6월 모스타르의 HVO, ARBiH, HOS 각 군 병사 모습

전쟁 초기에는 크로아트인-무슬림 간 동맹이 수립되었지만 시간이 지나면서 긴장이 고조되고 상호 간 신뢰가 떨어지며 눈에 띄게 동맹이 무너졌다. 양 측은 세르브계와 별도로 논의했고 곧 양 측에서 서로에 대한 불만이 생겼다. 1992년 2월 투지만의 보좌관이자 크로아티아의 총리를 지낸 요시프 마놀리치는 오스트리아 그라츠에서 라도반 카라지치와 회담을 가졌다. 크로아티아 측은 세르비아 측 입장과 크게 다르지 않았으며 보스니아 헤르체고비나를 연방 관계를 가진 주권국으로 구성된 국가로 이루어져야 한다고 주장했다. 1992년 4월 중순 HVO 측은 HVO와 TO 병력의 합동지휘본부 수립을 제안했지만 이제트베고비치는 이 제안을 무시했다. 한편 HVO 측도 ARBiH와 통합 지휘를 받는 것을 거부했다. 5월 6일 크로아트계 보스니아 지도자인 마테 보반과 세르브계 보스니아 지도자인 라도반 카라지치가 오스트리아 그라츠에서 만나 휴전 협정에 합의했고 보스니아 헤르체고비나를 크로아티아와 세르비아 양 국이 분할하는 안을 논의했다. 하지만 양 측은 결국 결별했고 다음날 JNA과 세르브계 보스니아군이 모스타르에서 크로아티아 측 진지를 공격했다. 5월 15일 유엔은 유엔 안전 보장 이사회 결의 제752호를 통해 보스니아 헤르체고비나 내 JNA와 HV 병력이 존재함을 확인하고 철수를 요구했다. 6월 중순 ARBiH와 HVO의 연합작전으로 모스타르 포위망을 뚫고 2달간 VRS가 점령하던 네레트바강 동안을 장악했다. VRS와의 교전을 위해 크로아티아군을 배치하는 일은 전쟁 초기 세르비아군의 완전한 승리를 가로막는 가장 큰 장애물이었다.

## 사진

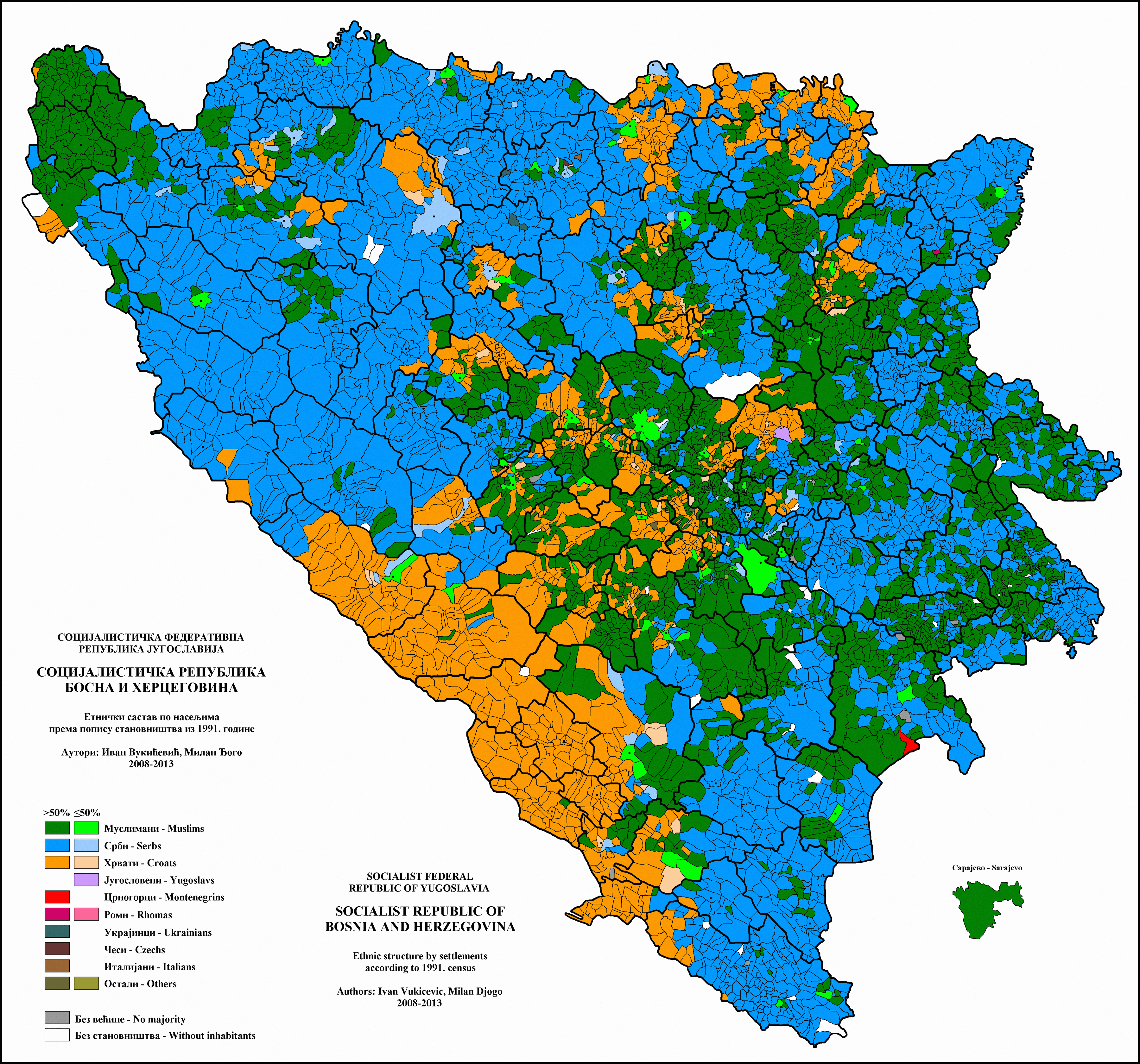
1991년 민족 분포도
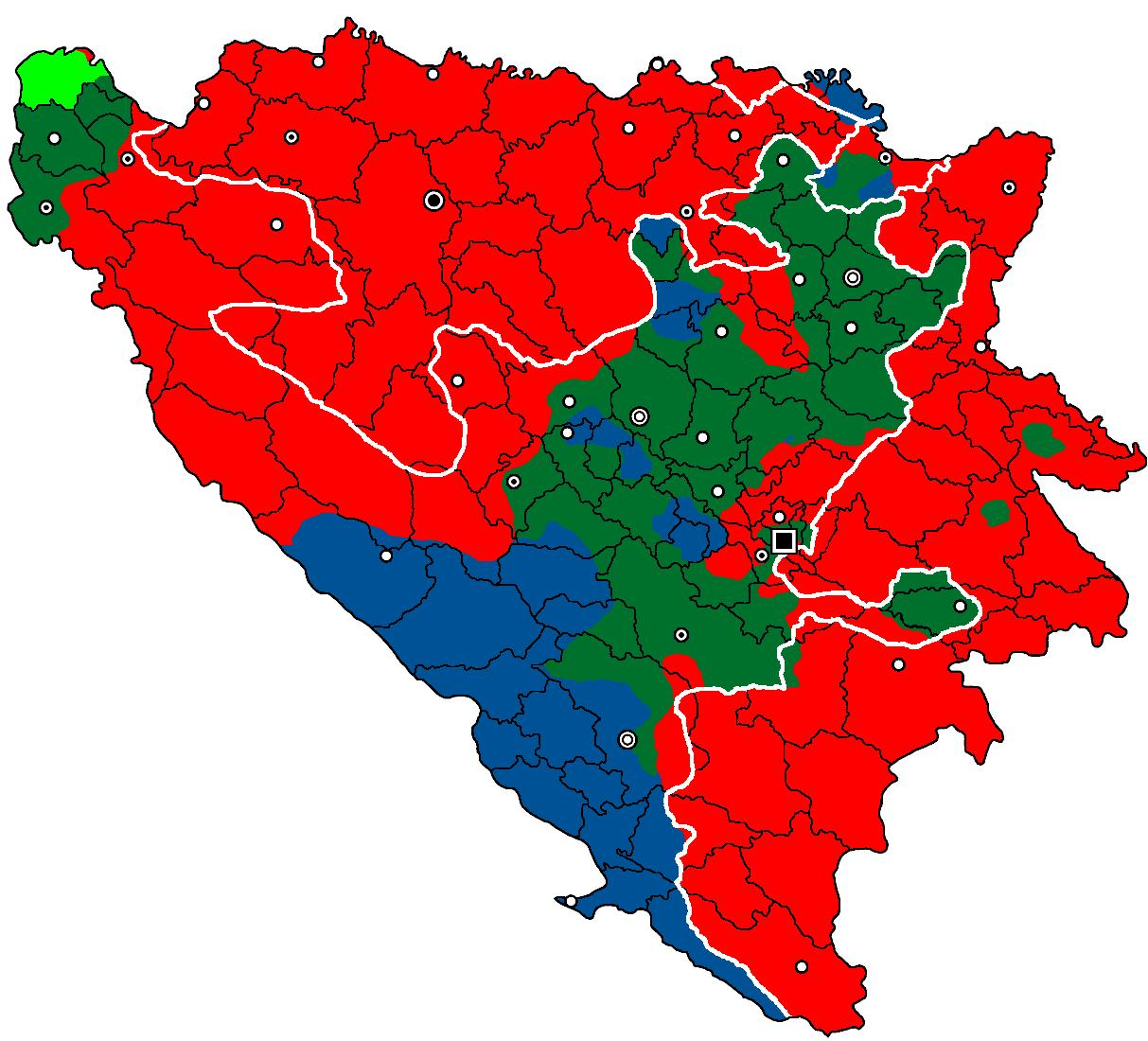
1994년, 워싱턴 협정으로 크로아티아-보스니아 전쟁이 끝난 후.
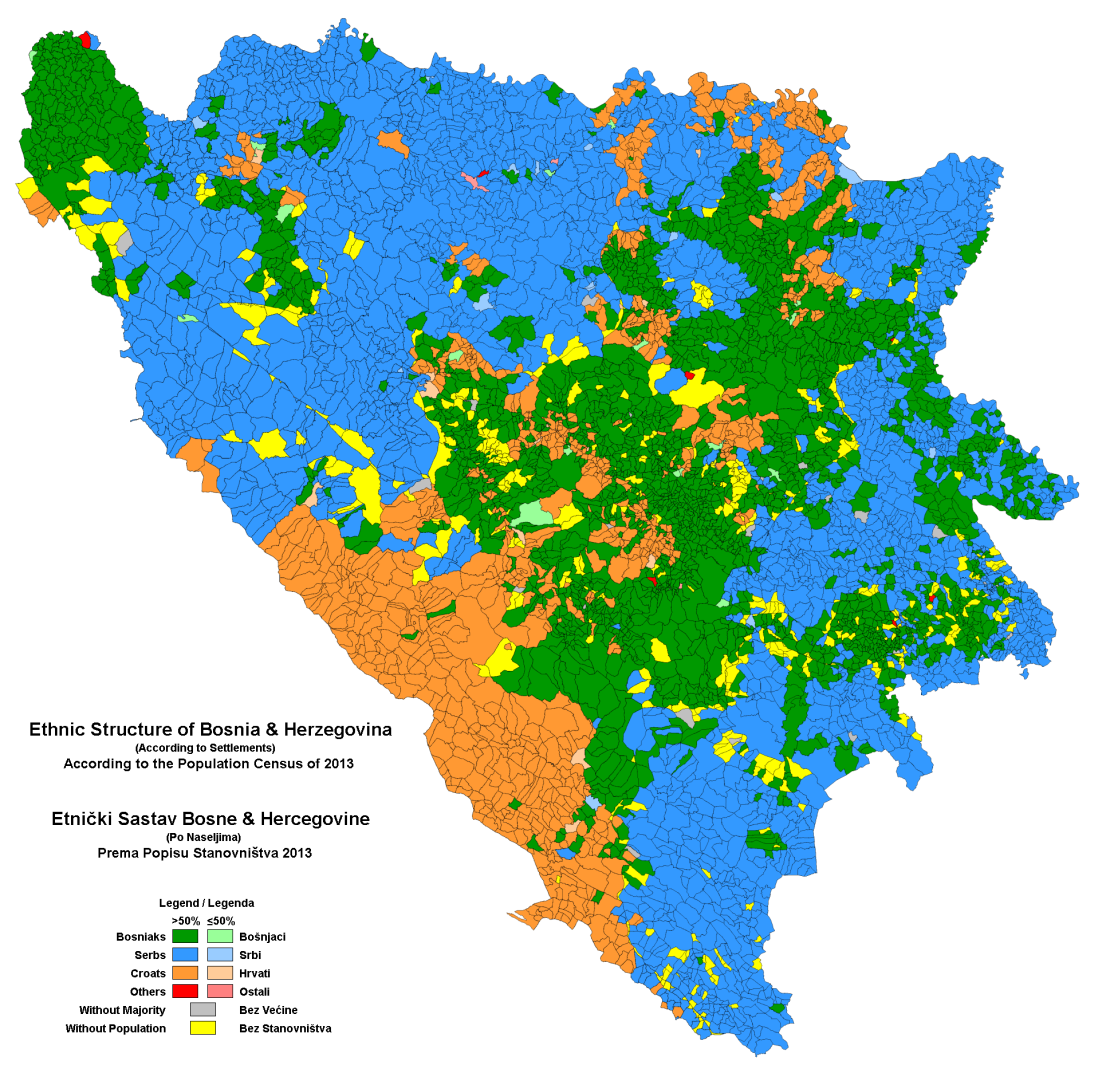
2013년 예상되는 민족 분포도

## 참고 문헌
서적과 저널 논문
- Almond, Mark (1994). 《Europe's backyard war: the war in the Balkans》. London: Heinemann. ISBN 0-434-00003-5. 2022년 9월 14일에 원본 문서에서 보존된 문서. 2020년 9월 27일에 확인함.
- Almond, Mark (December 2003). “Expert Testimony”. 《Review of Contemporary History》 (Oriel College, University of Oxford: Croatian Institute of History) 36 (1): 177–209. 2019년 3월 28일에 원본 문서에서 보존된 문서. 2017년 3월 25일에 확인함.
- Andreas, Peter (2011). 《Blue Helmets and Black Markets》. Cornell University Press. ISBN 9780801457043. 2020년 3월 14일에 원본 문서에서 보존된 문서. 2016년 9월 27일에 확인함.
- Bellamy, Alex J. (2003). 《The Formation of Croatian National Identity: A Centuries-old Dream》. Manchester: Manchester University Press. ISBN 978-0-7190-6502-6. 2021년 5월 25일에 원본 문서에서 보존된 문서. 2016년 9월 27일에 확인함.
- Benthall, Jonathan; Bellion-Jourdan, Jerome (2003). 《Charitable Crescent: Politics of Aid in the Muslim World》. I.B.Tauris. ISBN 9780857711250. 2020년 3월 20일에 원본 문서에서 보존된 문서. 2016년 3월 17일에 확인함.
- Bethlehem, Daniel; Weller, Marc (1997). 《The Yugoslav Crisis in International Law》. Cambridge University Press. ISBN 9780521463041. 2020년 9월 24일에 원본 문서에서 보존된 문서. 2016년 3월 17일에 확인함.
- Bollens, Scott A. (2007). 《Cities, Nationalism and Democratization》. London and New York: Routledge. ISBN 978-1-134-11183-1. 2022년 3월 29일에 원본 문서에서 보존된 문서. 2016년 9월 27일에 확인함.
- Bugajski, Janusz (1995). 《Ethnic Politics in Eastern Europe: A Guide to Nationality Policies, Organizations and Parties》. Armonk: M. E. Sharpe. ISBN 978-1-56324-283-0. 2016년 3월 25일에 원본 문서에서 보존된 문서. 2016년 9월 27일에 확인함.
- Burg, Steven L.; Shoup, Paul S. (1999). 《The War in Bosnia-Herzegovina: Ethnic Conflict and International Intervention》. Armonk: M. E. Sharpe. ISBN 978-0-7656-3189-3.
- Calic, Marie–Janine (2012). 〈Ethnic Cleansing and War Crimes, 1991–1995〉.   Ingrao, Charles; Emmert, Thomas A. 《Confronting the Yugoslav Controversies: A Scholars' Initiative》 2판. West Lafayette: Purdue University Press. 114–153쪽. ISBN 978-1-55753-617-4. 2020년 8월 6일에 원본 문서에서 보존된 문서. 2016년 9월 27일에 확인함.
- Central Intelligence Agency, Office of Russian and European Analysis (2002). 《Balkan Battlegrounds: A Military History of the Yugoslav Conflict, 1990–1995, Volume 1》. Washington, D.C.: Central Intelligence Agency. ISBN 978-0-16-066472-4. 2020년 5월 20일에 원본 문서에서 보존된 문서. 2016년 9월 27일에 확인함.
- Central Intelligence Agency, Office of Russian and European Analysis (2002). 《Balkan Battlegrounds: A Military History of the Yugoslav Conflict, 1990–1995, Volume 2》. Washington, D.C.: Central Intelligence Agency. ISBN 978-0-16-066472-4. 2020년 3월 18일에 원본 문서에서 보존된 문서. 2016년 9월 27일에 확인함.
- Central Intelligence Agency (1993). 《Combatant Forces in the Former Yugoslavia》 (PDF). Washington, D.C.: Central Intelligence Agency. 2013년 10월 14일에 원본 문서 (PDF)에서 보존된 문서. 2016년 2월 27일에 확인함.
- Christia, Fotini (2012). 《Alliance Formation in Civil Wars》. Cambridge: Cambridge University Press. ISBN 978-1-13985-175-6. 2022년 2월 5일에 원본 문서에서 보존된 문서. 2016년 9월 27일에 확인함.
- Cigar, Norman (1995). 《Genocide in Bosnia: The Policy of "Ethnic Cleansing"》. College Station: University of Minnesota Press. ISBN 978-1-58544-004-7.
- Coakley, John (2013). 《Pathways from Ethnic Conflict: Institutional Redesign in Divided Societies》. New York: Routledge. ISBN 9781317988472. 2020년 3월 8일에 원본 문서에서 보존된 문서. 2016년 3월 23일에 확인함.
- Davis, John (2005). 《The Global War on Terrorism: Assessing the American Response》. Nova Science Publishers. ISBN 9781594542282. 2022년 9월 14일에 원본 문서에서 보존된 문서. 2016년 9월 27일에 확인함.
- Denti, Davide (2013). 〈Ethnic Cleansing and War Crimes, 1991–1995〉.   Cuypers, Daniël; Janssen, Daniel; Haers, Jacques; Segaert, Barbara. 《Public Apology between Ritual and Regret: Symbolic Excuses on False Pretenses or True Reconciliation out of Sincere Regret?》. Amsterdam: Rodopi. 103–122쪽. ISBN 9789401209533. 2022년 9월 14일에 원본 문서에서 보존된 문서. 2016년 9월 27일에 확인함.
- Dyker, David A.; Vejvoda, Ivan (2014). 《Yugoslavia and After: A Study in Fragmentation, Despair and Rebirth》. New York City: Routledge. ISBN 9781317891352. 2020년 3월 12일에 원본 문서에서 보존된 문서. 2016년 2월 27일에 확인함.
- Farmer, Brian R. (2010). 《Radical Islam in the West: Ideology and Challenge》. McFarland. ISBN 978-0-7864-6210-0. 2020년 3월 17일에 원본 문서에서 보존된 문서. 2016년 9월 27일에 확인함.
- Gallagher, Tom (2003). 《The Balkans After the Cold War: From Tyranny to Tragedy》. New York: Routledge. ISBN 9781134472406. 2022년 9월 14일에 원본 문서에서 보존된 문서. 2016년 9월 27일에 확인함.
- Glenny, Misha (1996). 《The Fall of Yugoslavia: The Third Balkan War》. New York: Penguin Books. ISBN 978-0-14-025771-7.
- Goldstein, Ivo (1999). 《Croatia: A History》. London: C. Hurst & Co. ISBN 978-1-85065-525-1. 2020년 10월 31일에 원본 문서에서 보존된 문서. 2016년 9월 27일에 확인함.
- Gow, James; Paterson, Richard; Preston, Alison R. (1996). 《Bosnia by Television》. London: British Film Institute.[깨진 링크]
- Grandits, Hannes (2016). 〈The Power of 'Armchair Politicians': Ethnic Loyalty and Political Factionalism among Herzegovinian Croats〉.   Bougarel, Xavier; Helms, Elissa; Duijzings, Gerlachlus. 《The New Bosnian Mosaic: Identities, Memories and Moral Claims in a Post-War Society》. London: Routledge. 101–122쪽. ISBN 9781317023081. 2022년 6월 11일에 원본 문서에서 보존된 문서. 2016년 9월 27일에 확인함.
- Hoare, Marko Attila (March 1997). “The Croatian Project to Partition Bosnia-Hercegovina, 1990–1994”. 《East European Quarterly》 31 (1): 121–138.
- Hoare, Marko Attila (2004). 《How Bosnia Armed》. London: Saqi Books. ISBN 978-0-86356-367-6.
- Hoare, Marko Attila (2010). 〈The War of Yugoslav Succession〉.   Ramet, Sabrina P. 《Central and Southeast European Politics Since 1989》. Cambridge: Cambridge University Press. 111–136쪽. ISBN 978-1-139-48750-4. 2020년 7월 29일에 원본 문서에서 보존된 문서. 2016년 9월 27일에 확인함.
- Hockenos, Paul (2003). 《Homeland Calling: Exile Patriotism and the Balkan Wars》. Ithaca: Cornell University Press. ISBN 978-0-8014-4158-5. 2020년 10월 18일에 원본 문서에서 보존된 문서. 2016년 9월 27일에 확인함.
- Klemenčić, Mladen; Pratt, Martin; Schofield, Clive H. (1994). 《Territorial Proposals for the Settlement of the War in Bosnia-Hercegovina》. IBRU. ISBN 9781897643150. 2020년 3월 17일에 원본 문서에서 보존된 문서. 2016년 9월 27일에 확인함.
- Kohlmann, Evan F. (2004). 《Al-Qaida's Jihad in Europe: The Afghan-Bosnian Network》. Berg. ISBN 1-85973-807-9.
- Krišto, Jure (April 2011). “Deconstructing a myth: Franjo Tuđman and Bosnia and Herzegovina”. 《Review of Croatian History》 (Zagreb, Croatia: Croatian Institute of History) 6 (1): 37–66. 2020년 3월 28일에 원본 문서에서 보존된 문서. 2016년 3월 20일에 확인함.
- Gosztonyi, Kristóf (2003). 〈Non-Existent States with Strange Institutions〉.   Koehler, Jan; Zürcher, Christoph. 《Potentials of Disorder: Explaining Conflict and Stability in the Caucasus and in the Former Yugoslavia》. Manchester: Manchester University Press. 46–61쪽. ISBN 9780719062414. 2020년 8월 3일에 원본 문서에서 보존된 문서. 2016년 9월 27일에 확인함.
- Kurspahić, Kemal (2003). 《Prime Time Crime: Balkan Media in War and Peace》. Washington, D.C.: United States Institute of Peace. ISBN 9781929223398. 2020년 1월 25일에 원본 문서에서 보존된 문서. 2016년 9월 27일에 확인함.
- Lawson, Edward H.; Bertucci, Mary Lou (1996). 《Encyclopedia of Human Rights》. Washington D.C.: Taylor & Francis. ISBN 9781560323624. 2016년 6월 4일에 원본 문서에서 보존된 문서. 2016년 2월 27일에 확인함.
- Lukic, Reneo; Lynch, Allen (1996). 《Europe from the Balkans to the Urals: The Disintegration of Yugoslavia and the Soviet Union》. Oxford: Oxford University Press. ISBN 978-0-19-829200-5. 2021년 2월 16일에 원본 문서에서 보존된 문서. 2016년 9월 27일에 확인함.
- MacDonald, David Bruce (2002). 《Balkan Holocausts?: Serbian and Croatian Victim Centered Propaganda and the War in Yugoslavia》. Manchester: Manchester University Press. ISBN 978-0-7190-6467-8.
- Magaš, Branka; Žanić, Ivo (2001). 《The War in Croatia and Bosnia-Herzegovina 1991–1995》. London: Frank Cass. ISBN 978-0-7146-8201-3. 2018년 1월 11일에 원본 문서에서 보존된 문서. 2016년 9월 27일에 확인함.
- Malcolm, Noel (1995). 《Povijest Bosne: kratki pregled》 [Bosnia: A Short History]. Erasmus Gilda. ISBN 9789536045037. 2020년 3월 15일에 원본 문서에서 보존된 문서. 2016년 3월 4일에 확인함.
- Marijan, Davor (December 2006). “Sukob HVO-a i ABIH u Prozoru, u listopadu 1992.” [Clash of the HVO and the ARBiH in Prozor, in October 1992]. 《Journal of Contemporary History》 (크로아티아어) (Zagreb, Croatia: Croatian Institute of History) 38 (2): 379–402. ISSN 0590-9597. 2020년 3월 17일에 원본 문서에서 보존된 문서. 2016년 2월 13일에 확인함.
- Marijan, Davor (2004). “Expert Opinion: On the War Connections of Croatia and Bosnia and Herzegovina (1991 – 1995)”. 《Journal of Contemporary History》 (Zagreb, Croatia: Croatian Institute of History) 36: 249–289. 2020년 1월 2일에 원본 문서에서 보존된 문서. 2016년 3월 9일에 확인함.
- Mojzes, Paul (2011). 《Balkan Genocides: Holocaust and Ethnic Cleansing in the 20th Century》. Plymouth: Rowman and Littlefield Publishers. ISBN 978-1-4422-0663-2.
- Moore, Adam (2013). 《Peacebuilding in Practice: Local Experience in Two Bosnian Towns》. Ithaca: Cornell University Press. ISBN 978-0-8014-5199-7. 2020년 3월 12일에 원본 문서에서 보존된 문서. 2016년 3월 23일에 확인함.
- Mrduljaš, Saša (2009). “Hrvatska politika unutar Bosne i Hercegovine u kontekstu deklarativnog i realnoga opsega Hrvatska zajednice / republike Herceg-Bosne” [Croatian policy in Bosnia and Herzegovina in the context of declarative and real extent of the Croatian Community / Republic of Herzeg-Bosnia]. 《Journal for General Social Issues》 (크로아티아어) (Zagreb: Institute of Social Sciences Ivo Pilar) 18: 249–289. 2019년 3월 28일에 원본 문서에서 보존된 문서. 2016년 7월 26일에 확인함.
- Mulaj, Kledja (2008). 《Politics of Ethnic Cleansing: Nation-State Building and Provision of Insecurity in Twentieth-Century Balkans》. Lanham: Rowman & Littlefield. ISBN 9780739146675. 2022년 1월 3일에 원본 문서에서 보존된 문서. 2016년 9월 27일에 확인함.
- Owen-Jackson, Gwyneth (2015). 《Political and Social Influences on the Education of Children: Research from Bosnia and Herzegovina》. New York: Routledge. ISBN 9781317570141.
- Nizich, Ivana (1992). 《War Crimes in Bosnia-Hercegovina》 1. New York: Human Rights Watch. ISBN 978-1-56432-083-4. 2020년 9월 19일에 원본 문서에서 보존된 문서. 2016년 9월 27일에 확인함.
- Owen, David (1996). 《Balkan Odyssey》. London: Indigo. ISBN 9780575400290. 2017년 9월 13일에 원본 문서에서 보존된 문서. 2016년 3월 20일에 확인함.
- Perica, Vjekoslav (2002). 《Balkan Idols: Religion and Nationalism in Yugoslav States》. Oxford: Oxford University Press. ISBN 978-0-19517-429-8. 2020년 8월 6일에 원본 문서에서 보존된 문서. 2016년 9월 27일에 확인함.
- Ramet, Sabrina P.; Clewing, Konrad; Lukić, Reneo, 편집. (2008). 《Croatia since Independence: War, Politics, Society, Foreign Relations》. Munich: Oldenbourg. ISBN 978-3-48658-043-3. 2020년 4월 2일에 원본 문서에서 보존된 문서. 2016년 9월 27일에 확인함.
- Ramet, Sabrina P. (2006). 《The Three Yugoslavias: State-Building and Legitimation, 1918–2005》. Bloomington: Indiana University Press. ISBN 978-0-253-34656-8. 2020년 5월 19일에 원본 문서에서 보존된 문서. 2016년 9월 27일에 확인함.
- Ramet, Sabrina P. (2010). 〈Politics in Croatia since 1990〉.   Ramet, Sabrina P. 《Central and Southeast European Politics Since 1989》. Cambridge: Cambridge University Press. 258–285쪽. ISBN 978-1-139-48750-4. 2020년 7월 29일에 원본 문서에서 보존된 문서. 2016년 9월 27일에 확인함.
- Riedlmayer, András (2002). 〈From the Ashes: The Past and Future of Bosnia's Cultural Heritage〉.   Shatzmiller, Maya. 《Islam and Bosnia: Conflict Resolution and Foreign Policy in Multi-Ethnic States》. Montreal: McGill-Queen's Press. 98–135쪽. ISBN 9780773523463. 2022년 9월 14일에 원본 문서에서 보존된 문서. 2016년 9월 27일에 확인함.
- Sadkovich, James J. (January 2007). “Franjo Tuđman and the Muslim-Croat War of 1993”. 《Review of Croatian History》 (Zagreb, Croatia: Croatian Institute of History) 2 (1): 204–245. ISSN 1845-4380. 2020년 3월 17일에 원본 문서에서 보존된 문서. 2017년 3월 25일에 확인함.
- Schindler, John R. (2007). 《Unholy Terror: Bosnia, Al-Qa'ida, and the Rise of Global Jihad》. New York City: Zenith Press. ISBN 9780760330036. 2022년 2월 16일에 원본 문서에서 보존된 문서. 2016년 2월 27일에 확인함.
- Sells, Michael Anthony (1998). 《The Bridge Betrayed: Religion and Genocide in Bosnia》. Berkeley: University of California Press. ISBN 978-0-520-92209-9. 2020년 10월 28일에 원본 문서에서 보존된 문서. 2016년 9월 27일에 확인함.
- Sells, Michael A. (2003). 〈Sacral Ruins in Bosnia-Gerzegovina: Mapping Ethnoreligious Nationalism〉.   Prentiss, Craig R. 《Religion and the Creation of Race and Ethnicity: An Introduction》. New York: New York University Press. 211–234쪽. ISBN 9780814767009. 2016년 10월 22일에 원본 문서에서 보존된 문서. 2016년 9월 27일에 확인함.
- Takeyh, Ray; Gvosdev, Nikolas K. (2004). 《The Receding Shadow of the Prophet: The Rise and Fall of Radical Political Islam》. London: Greenwood Publishing Group. ISBN 9780275976293. 2020년 3월 10일에 원본 문서에서 보존된 문서. 2016년 3월 23일에 확인함.
- Shrader, Charles R. (2003). 《The Muslim-Croat Civil War in Central Bosnia: A Military History, 1992–1994》. College Station, Texas: Texas A&M University Press. ISBN 978-1-58544-261-4. 2016년 6월 10일에 원본 문서에서 보존된 문서. 2016년 9월 27일에 확인함.
- Tatalović, Siniša; Jakešević, Ružica (2008). 〈Terrorism in the Western Balkans – The Croatian Experience and Position〉.   Prezelj, Iztok. 《The Fight Against Terrorism and Crisis Management in the Western Balkans》. Ljubjana: IOS Press. 132–146쪽. ISBN 9781586038236. 2014년 7월 4일에 원본 문서에서 보존된 문서. 2016년 9월 27일에 확인함.
- Tanner, Marcus (2001). 《Croatia: A Nation Forged in War》. New Haven: Yale University Press. ISBN 978-0-300-09125-0. 2016년 5월 13일에 원본 문서에서 보존된 문서. 2016년 9월 27일에 확인함.
- Toal, Gerard; Dahlman, Carl T. (2011). 《Bosnia Remade: Ethnic Cleansing and Its Reversal》. New York: Oxford University Press. ISBN 978-0-19-973036-0. 2014년 7월 6일에 원본 문서에서 보존된 문서. 2016년 9월 27일에 확인함.
- Trifunovska, Snežana (1994). 《Yugoslavia Through Documents: From its Creation to its Dissolution》. Dordrecht: Martinus Nijhoff Publishers. ISBN 978-0-7923-2670-0. 2016년 5월 9일에 원본 문서에서 보존된 문서. 2016년 9월 27일에 확인함.
- Udovički, Jasminka; Štitkovac, Ejub (2000). 〈Bosnia and Hercegovina: The Second War〉.   Udovički, Jasminka; Ridgeway, James. 《Burn This House: The Making and Unmaking of Yugoslavia》. Durham: Duke University Press. 175–216쪽. ISBN 978-0-8223-2590-1. 2022년 6월 15일에 원본 문서에서 보존된 문서. 2016년 9월 27일에 확인함.
- Velikonja, Mitja (2003). 《Religious Separation and Political Intolerance in Bosnia-Herzegovina》. College Station: Texas A&M University Press. ISBN 978-1-58544-226-3.
- Walasek, Helen (2015). 《Bosnia and the Destruction of Cultural Heritage》. Dorchester: Ashgate Publishing. ISBN 9781409437048. 2016년 6월 24일에 원본 문서에서 보존된 문서. 2016년 9월 27일에 확인함.
- Zürcher, Christoph (2003). 《Potentials of Disorder: Explaining Conflict and Stability in the Caucasus and in the Former Yugoslavia》. Manchester University Press. ISBN 978-0-7190-6241-4. 2020년 8월 3일에 원본 문서에서 보존된 문서. 2016년 9월 27일에 확인함.

뉴스 르포
- Bullough, Oliver (2007년 11월 7일). “Transcripts Suggest Croatia Conspired to Break Up Bosnia”. 《Institute for War & Peace Reporting》. 2020년 3월 18일에 원본 문서에서 보존된 문서. 2016년 3월 10일에 확인함.
- Burns, John F. (1992년 7월 6일). “Croats Claim Their Own Slice of Bosnia”. 《New York Times》. 2020년 3월 21일에 원본 문서에서 보존된 문서. 2017년 2월 7일에 확인함.
- Burns, John F. (1992년 7월 21일). “U.N. Resumes Relief Flights to Sarajevo”. 《New York Times》. 2020년 3월 21일에 원본 문서에서 보존된 문서. 2017년 2월 7일에 확인함.
- Burns, John F. (1992년 7월 26일). “Croatian Pact Holds Risks for Bosnians”. 《New York Times》. 2020년 3월 13일에 원본 문서에서 보존된 문서. 2017년 2월 7일에 확인함.
- “West Rejects Revision Of Dayton Accords”. 《Chicago Tribune》. 1999년 6월 2일. 2016년 4월 6일에 원본 문서에서 보존된 문서. 2016년 3월 23일에 확인함.
- Darnton, John (1994년 2월 16일). “U.N. Forcing Croatia to Acknowledge Its 'Invisible' Army in Bosnia”. 《New York Times》.
- Hedges, Chris (1997년 11월 16일). “At Home and Under Duress With Bosnian Croats”. 《New York Times》. 2020년 3월 21일에 원본 문서에서 보존된 문서. 2017년 2월 7일에 확인함.
- Hedl, Dragutin (2000년 9월 5일). “Bosnian Trade Off”. 《Institute for War & Peace Reporting》. 2020년 3월 3일에 원본 문서에서 보존된 문서. 2016년 3월 11일에 확인함.
- Hranjski, Hrvoje (1996년 2월 25일). “Croatian official says Bosnian peace is at risk”. 《Associated Press/The Daily Gazette》.
- Lashmar, Paul; Bruce, Cabell; Cookson, John (2000년 11월 1일). “Secret recordings link dead dictator to Bosnia crimes”. 《The Independent》. 2020년 2월 15일에 원본 문서에서 보존된 문서. 2017년 8월 26일에 확인함.
- Lewis, Paul (1994년 2월 4일). “U.N. Security Council Warns Croatia on Troops in Bosnia”. 《New York Times》.
- Lušić, Bisera (2000년 11월 3일). “Britanci su od Mesića dobili samo intervju, ne i transkripte” [The British only got an interview from Mesić, not the transcripts]. 《Slobodna Dalmacija》. 2010년 10월 23일에 원본 문서에서 보존된 문서. 2016년 3월 18일에 확인함.
- Myers, Linnet (1993년 5월 6일). “Bosnian Serbs Spurn Un Pact, Set Referendum”. Chicago Tribune. 2015년 6월 30일에 원본 문서에서 보존된 문서. 2016년 2월 28일에 확인함.
- O'Connor, Mike (1995년 12월 16일). “5 Islamic Soldiers Die in Shootout With Croats”. 《New York Times》. 2020년 3월 18일에 원본 문서에서 보존된 문서. 2017년 2월 7일에 확인함.
- Perlez, Jane (1996년 8월 15일). “Muslim and Croatian Leaders Approve Federation for Bosnia”. 《New York Times》. 2020년 3월 18일에 원본 문서에서 보존된 문서. 2017년 2월 7일에 확인함.
- Pringle, Peter (1993년 3월 7일). “Progress on Vance-Owen map for Bosnia”. 《The Independent》. 2018년 11월 29일에 원본 문서에서 보존된 문서. 2017년 8월 26일에 확인함.
- Kurt, Schork (1993년 10월 19일). “Winter of trench warfare looms: Muslims and Croats deadlocked in valley”. 《The Independent》. 2020년 4월 2일에 원본 문서에서 보존된 문서. 2017년 8월 26일에 확인함.
- Sudetic, Chuck (1992년 9월 7일). “Croatians Insist Muslim Fighters Leave Sarajevo Buffer Area”. 《New York Times》. 2017년 6월 23일에 원본 문서에서 보존된 문서. 2017년 2월 7일에 확인함.
- Sudetic, Chuck (1992년 9월 8일). “Croatian Militia Denies Issuing a Broad Challenge to Bosnia”. 《New York Times》. 2020년 3월 15일에 원본 문서에서 보존된 문서. 2017년 2월 7일에 확인함.
- Tanner, Marcus (1993년 7월 27일). “Bosnia: New commander vows to return fire”. 《The Independent》. 2020년 3월 16일에 원본 문서에서 보존된 문서. 2017년 8월 26일에 확인함.
- Williams, Carol J. (1992년 5월 9일). “Serbs, Croats Met Secretly to Split Bosnia”. 《Los Angeles Times》. 2013년 12월 4일에 원본 문서에서 보존된 문서. 2012년 8월 26일에 확인함.
- Williams, Carol J. (1994년 1월 15일). “Croatia Risks Cutting Its Own Throat”. 《Los Angeles Times》. 2016년 3월 12일에 원본 문서에서 보존된 문서. 2016년 3월 11일에 확인함.

국제 기구, 정부, NGO 출처
- Nizich, Ivana; Markić, Željka (1995). 《Civil and Political Rights in Croatia》. Helsinki: Human Rights Watch. ISBN 9781564321480.
- “Prlić et al. – Case Information Sheet” (PDF). International Criminal Tribunal for the former Yugoslavia. IT-04-74. 2011년 9월 15일에 원본 문서 (PDF)에서 보존된 문서. 2010년 1월 8일에 확인함.
- “Prosecutor v. Tihomir Blaskić Judgement Summary” (PDF). International Criminal Tribunal for the former Yugoslavia. 2000년 3월 3일. 2019년 8월 31일에 원본 문서 (PDF)에서 보존된 문서. 2016년 3월 28일에 확인함.
- “Prosecutor v. Kordić and Čerkez Judgement” (PDF). International Criminal Tribunal for the former Yugoslavia. 2001년 2월 26일. 2012년 6월 29일에 원본 문서 (PDF)에서 보존된 문서. 2010년 1월 8일에 확인함.
- “Prosecutor v. Kordić & Čerkez Appeals Judgement Summary” (PDF). International Criminal Tribunal for the former Yugoslavia. 2004년 12월 17일. 2020년 4월 7일에 원본 문서 (PDF)에서 보존된 문서. 2016년 2월 27일에 확인함.
- “Prosecutor v. Rasim Delić Judgement” (PDF). International Criminal Tribunal for the former Yugoslavia. 2008년 9월 15일. 2020년 3월 25일에 원본 문서 (PDF)에서 보존된 문서. 2012년 4월 12일에 확인함.
- “Prosecutor v. Rasim Delić Judgement Summary” (PDF). International Criminal Tribunal for the former Yugoslavia. 2008년 9월 15일. 2020년 4월 7일에 원본 문서 (PDF)에서 보존된 문서. 2016년 2월 27일에 확인함.
- “Prosecutor v. Jadranko Prlić, Bruno Stojić, Slobodan Praljak, Milivoj Petković, Valentin Ćorić, Berislav Pušić – Judgement – Volume 1 of 6” (PDF). International Criminal Tribunal for the former Yugoslavia. 2013년 5월 29일. 2018년 10월 4일에 원본 문서 (PDF)에서 보존된 문서. 2015년 7월 9일에 확인함.
- “Prosecutor v. Jadranko Prlić, Bruno Stojić, Slobodan Praljak, Milivoj Petković, Valentin Ćorić, Berislav Pušić – Judgement – Volume 2 of 6” (PDF). International Criminal Tribunal for the former Yugoslavia. 2013년 5월 29일. 2022년 5월 8일에 원본 문서 (PDF)에서 보존된 문서. 2015년 7월 12일에 확인함.
- “Prosecutor v. Jadranko Prlić, Bruno Stojić, Slobodan Praljak, Milivoj Petković, Valentin Ćorić, Berislav Pušić – Judgement – Volume 4 of 6” (PDF). International Criminal Tribunal for the former Yugoslavia. 2013년 5월 29일. 2019년 4월 4일에 원본 문서 (PDF)에서 보존된 문서. 2016년 3월 26일에 확인함.
- “Prosecutor v. Jadranko Prlić, Bruno Stojić, Slobodan Praljak, Milivoj Petković, Valentin Ćorić, Berislav Pušić – Judgement – Volume 6 of 6” (PDF). International Criminal Tribunal for the former Yugoslavia. 2013년 5월 29일. 2018년 10월 4일에 원본 문서 (PDF)에서 보존된 문서. 2016년 3월 12일에 확인함.
- “Prosecutor v. Hadžihasanović & Kubura Judgement” (PDF). International Criminal Tribunal for the former Yugoslavia. 2006년 3월 15일. 2019년 7월 7일에 원본 문서 (PDF)에서 보존된 문서. 2012년 4월 12일에 확인함.
- “Prosecutor v. Hadžihasanović & Kubura Judgement Summary” (PDF). International Criminal Tribunal for the former Yugoslavia. March 2006. 2018년 10월 4일에 원본 문서 (PDF)에서 보존된 문서. 2016년 2월 27일에 확인함.
- “Prosecutor v. Naletilić & Martinović Judgement” (PDF). International Criminal Tribunal for the former Yugoslavia. 2003년 3월 31일. 2011년 8월 6일에 원본 문서 (PDF)에서 보존된 문서. 2010년 1월 8일에 확인함.
- “Prosecutor v. Nisvet Gasal, Musajb Kukavica and Senad Dautović”. Court of Bosnia and Herzegovina. 2011. 2020년 3월 21일에 원본 문서에서 보존된 문서. 2016년 2월 27일에 확인함.
- “Prosecutor v. Ćurić Enes, Demirović Ibrahim, Kreso Samir, Čopelja Habib and Kaminić Mehmed”. Court of Bosnia and Herzegovina. 2015. 2016년 3월 4일에 원본 문서에서 보존된 문서. 2016년 2월 27일에 확인함.
- “Prosecutor v. Sefer Halilović – Appeals Chamber Judgement” (PDF). International Criminal Tribunal for the former Yugoslavia. 2005년 11월 16일. 2018년 10월 4일에 원본 문서 (PDF)에서 보존된 문서. 2016년 3월 17일에 확인함.
- “Prosecutor v. Sefer Halilović – Appeals Chamber Judgement” (PDF). International Criminal Tribunal for the former Yugoslavia. 2007년 10월 16일. 2020년 4월 1일에 원본 문서 (PDF)에서 보존된 문서. 2016년 2월 27일에 확인함.
- “Six Senior Herceg-Bosna Officials Convicted”. International Criminal Tribunal for the former Yugoslavia. 2013년 5월 29일. 2017년 10월 19일에 원본 문서에서 보존된 문서. 2016년 3월 12일에 확인함.
- Reshaping International Priorities In Bosnia And Herzegovina – Part I – Bosnian Power Structures (PDF) (보고서). European Stability Initiative. 1999년 10월 14일. 2018년 10월 1일에 원본 문서 (PDF)에서 보존된 문서. 2016년 3월 10일에 확인함.
- Tabeau, Ewa (2009). 《Conflict in Numbers: Casualties of the 1990s Wars in the Former Yugoslavia (1991–1999)》 (PDF). Helsinki Committee for Human Rights in Serbia. 2020년 1월 26일에 원본 문서 (PDF)에서 보존된 문서. 2016년 2월 27일에 확인함.